# اوئه‌سوگی زنشو
اوئه‌تسوگی زنشو (به ژاپنی: 上杉 禅秀 Uesugi Zenshū)، اوئه‌تسوگی اوجینوری؛ ۱ ژانویهٔ ۱۳۵۰ – ۲۷ ژانویهٔ ۱۴۱۷) مشاور ارشد آشیکاگا موچیئوجی (پنجمین کاماکورا کوبوی استان کاماکورا) و دشمن شوگون‌سالاری آشیکاگا بود.